# Strunkovice nad Blanicí
Strunkovice nad Blanicí là một chợ huyện thuộc huyện Prachatice, vùng Jihočeský, Cộng hòa Séc.